# Oudendijk (Korendijk)
Oudendijk (51° 46′ N, 4° 16′ L) é uma cidade dos Países Baixos, na província de Holanda do Sul. Oudendijk (Korendijk) pertence ao município de Korendijk, e está situada a 9 km southwest of Spijkenisse.
A área de Oudendijk, que também inclui as partes periféricas da cidade, bem como a zona rural circundante, tem uma população estimada em 120 habitantes.